# Scytodes tuyucua
Scytodes tuyucua är en spindelart som beskrevs av Brescovit, Rheims och Raizer 2004. Scytodes tuyucua ingår i släktet Scytodes och familjen spottspindlar. Inga underarter finns listade i Catalogue of Life.